# معركة الفوج 46
معركة الفوج 46 هي معركة وقعت في مدينة إدلب بسوريا في يومي 27 و28 فبراير (شباط) 2015 خلال الحرب الأهلية السورية.

## التسلسل الزمني للأحداث
كان الصراع قد اشتعل في شمال سوريا ما بين ميليشيات حركة حزم وجبهة النصرة في أكتوبر/نوفمبر (تشرين الأول/تشرين الثاني) 2014. وكانت حركة حزم التي ارتبطت بالجيش السوري الحر تحظى بدعم الولايات المتحدة الأمريكية في حين كانت الغارات الجوية الأمريكية تستهدف معاقل مقاتلي جبهة النصرة. مما دفع مقاتلي جبهة النصرة إلى طرد مقاتلي حركة حزم وجبهة ثوار سوريا الذين اتهمتهم جبهة النصرة بأنهم عملاء للغرب من منطقة جبل جوية وبلدة خان السبل. وفي نهاية يناير (كانون الثاني) 2015، فقدت حركة حزم السيطرة على قاعدة الكتيبة 111 المعروفة باسم قاعدة الشيخ سليمان، والواقعة على بعد عشرة كيلومترات شمال غرب مدينة حلب.
وفي 27 فبراير (شباط) 2015، هاجم مقاتلو جبهة النصرة القاعدة العسكرية للفوج 46 الواقعة في غرب مدينة حلب، والتي كانت ميليشيات الجيش الحر تُسيطر عليها منذ نوفمبر (تشرين الثاني) 2012 عقب حصار الفوج 46. دعت الجبهة الإسلامية إلى وقف القتال وهددت بإرسال قوات للفصل بين المتحاربين، لكن في يوم 28 فبراير (شباط) 2015، اقتحم مقاتلو جبهة النصرة القاعدة العسكرية وسقط مستودع الأسلحة بأكمله في أيديهم. وكانت حركة حزم قد استُهدفت خصوصًا بصواريخ مضادة للدبابات من طراز بي جي إم-71 تاو الأمريكية.

## الخسائر البشرية
خلفت المعارك التي دارت في قاعدة الفوج 46 بحسب التقرير الأول الذي قدمه المرصد السوري لحقوق الإنسان ما لا يقل عن 29 قتيلًا من بين صفوف مقاتلي الجيش السوري الحر وحركة حزم، في حين قُتل 6 من مقاتلي جبهة النصرة. عدّل المرصد السوري لحقوق الإنسان هذه الإحصائيات في وقت لاحق وأعلن عن مقتل 50 مقاتلًا من حركة حزم و30 مقاتلًا من جبهة النصرة خلال الاشتباكات. كما أسر مقاتلو جبهة النصرة 24 أسيرًا، في حين أسر مقاتلو حركة حزم ستة من مقاتلي جبهة النصرة، وتم تبادل الأسرى في 4 مارس (أذار) 2015.

## النتائج
تمكنت ميليشيات جبهة النصرة من الاستيلاء على قاعدة الفوج 46 بعد أن هُزمت قوات حركة حزم وميليشيات الجيش السوري الحر، وقد أدت هذه الهزيمة أيضًا إلى إعلان حل حركة حزم في الأول من مارس (آذار) 2015، وانضمام مقاتليها إلى الجبهة الشامية، كما انضم بعضهم إلى ألوية أخرى من الجيش السوري الحر، في حين انضم آخرون إلى جبهة النصرة.